# Дубельштейн, Екаб
Екаб Дубельштейн (партийный псевдоним Епис, латыш. Jēpis; 25 октября 1884 года, усадьба Берзес, Бауский уезд, Курляндская губерния, Российская империя — 24 сентября 1907 года, Рига, Центральная тюрьма) — латышский революционер, участник социал-демократического движения, организатор боевых бригад рижских рабочих во время революционных событий 1905—1907 годов.

## Учёба, профессия
Учился сперва в Бауской окружной школе, затем продолжил посещать одну из рижских школ. С 1902 по 1905 год работал на телеграфной станции в Риге, затем некоторое время в Газенпоте. С 1905 года был старшим механиком на телеграфной станции Либавского центрального почтового управления.

## Начало революционной деятельности в Либаве и Риге
В 1903 году официально вступил в социал-демократическое движение, которое в следующем году оформилось в ЛСДРП. Долгое время работал в Либаве, занимался агитационной деятельностью, в качестве пропагандиста социал-демократических идей приобрёл большую известность среди представителей курляндского пролетариата. В 1905 году стал членом объединённого комитета социал-демократических организаций Либавы. К началу революционных брожений перебрался в Ригу, где начал координировать деятельность боевых дружин рижских рабочих-манифестантов, участников социал-демократического движения. Принимал теоретическое и практическое участие в большинстве акций рижских боевиков в указанный период времени.

## Планирование боевых акций. Организация нападения на здание тайной полиции в Риге
С 15 ноября по 7 декабря 1905 года Екаб Дубельштейн организовал масштабную забастовку либавских фабричных рабочих. Он же спланировал и осуществил нападение на тюремное учреждение в Зеебурге (Гробини) в 11 километрах от Либавы; эта смелая акция стала для него своеобразным боевым крещением. 13 января 1906 году полиция провела неожиданный обыск в продовольственном магазине «Аустра» на Мельничной улице, где ей были обнаружены несколько пистолетов системы «Браунинг», холодное оружие и набор революционных прокламаций; были арестованы Янис Лутер, который скрывался под видом продавца магазина и ещё несколько боевиков. На следующий день Екаб Дубельштейн собрал представителей боевого крыла рижского социал-демократического движения и предложил составить план нападения на участок тайной полиции. Нападение было осуществлено силами 14 боевиков, в число которых вошли известные латышские революционеры Янис Чоке, Христофор Салниньш, Рудольф Делиньш и другие. За некоторое время до нападения одна из участниц боевой группы Аустра Дрейфогеле, представившись невестой арестанта Яниса Лутера, пронесла в посылке с бутербродами револьверы. Операция по освобождению заключённых прошла столь быстро и стремительно, что находившееся поблизости армейское подразделение не успело отреагировать на него.

## Планирование ограбления отделения Госбанка в Гельсингфорсе
13 февраля 1906 года вместе с освобождённым в Риге Янисом Лутером («Бобисом») организовал и осуществил дерзкое ограбление отделения Российского Государственного банка в Гельсингфорсе. В мероприятии по насильственному отъёму средств принимал участие видный революционер Ансис Бушевиц. Во время нападения из банковской кассы было вынесено более 150 000 рублей, что стало своеобразным рекордом при проведении принудительной экспроприации средств из имперских банков на нужды революционного движения в начале XX века. Известно, что впоследствии за эти средства, вывезенные за пределы Российской империи, была закуплена довольно большая партия оружия на революционные цели.

## Арест, казнь
Вскоре перебрался в Санкт-Петербург, где вошёл в состав активной боевой организации, которая занималась проведением экспроприаций и планированием нападений на полицейские структуры. К 1907 году вернулся в Ригу, где был арестован, препровождён в Центральную тюрьму, подвергнут жестоким пыткам и демонстративно расстрелян у тюремных ворот.

## Название улицы
После Великой Отечественной войны в Лиепае улица Марияс была переименована в честь революционера Екаба Дубельштейна. После отделения Латвии от СССР улица сохранила это название, хотя вопрос о возвращении первоначального названия вызвал серьёзную дискуссию в СМИ и среди лиепайчан.